# Lissosculpta aequatorialis
Lissosculpta aequatorialis är en stekelart som beskrevs av Heinrich 1967. Lissosculpta aequatorialis ingår i släktet Lissosculpta och familjen brokparasitsteklar. Inga underarter finns listade i Catalogue of Life.